# Khargupur
Khargupur is een nagar panchayat (plaats) in het district Gonda van de Indiase staat Uttar Pradesh. 

## Demografie
Volgens de Indiase volkstelling van 2001 wonen er 8.905 mensen in Khargupur, waarvan 53% mannelijk en 47% vrouwelijk is. De plaats heeft een alfabetiseringsgraad van 48%. 